# Khanate (album)
Khanate – debiutancki album studyjny amerykańskiego zespołu Khanate wydany w 2001 roku przez wytwórnię Southern Lord Records.

## Lista utworów
1. Pieces Of Quiet – 13:24
2. Skin Coat – 9:40
3. Torching Koroviev – 3:37
4. Under Rotting Sky – 18:17
5. No Joy – 11:27

## Twórcy
- Alan Dubin – głos
- Stephen O’Malley – gitary
- James Plotkin – bas
- Tim Wyskida – perkusja